# Mouve美術集團
1938年3月19日至21日張萬傳、陳德旺、洪瑞麟、陳春德、許肇基、黃清埕等六人，在台北教育會館推出「Mouve藝術家協會展」三天，也就是Mouve美術團體正式在台灣美術史上登場的日期。

## 特色
Mouve美術團體創作風格前衛與年輕化，相較於臺陽美術協會清一色純粹的美術形式，Mouve美術團體展示不追求材質統一，更加前衛、自由，也因此吸引顏水龍短暫加入。Mouve美術團體第一次的展覽之中，分析參展作品的創作風格，則是每個人都迥然不同，不像是其他依據風格或是創作形式相似共組的藝術團體。
關於這一點Mouve美術團體在1939年第一次展覽會的邀請函中寫道：「我們對於造型藝術抱持著年輕、熱情、開朗的熱愛，在這前提之下，我們組成了Mouve美術團體，並以此熱愛進行我們的造型藝術研究；本會之作品發表次數、發表地點、以及每次的參展如數，均不加以限制。」 
Mouve美術團體的展出完全不限制參與藝術家參展作品的內容與型制，也沒有審查制度的實施，一切全依據參展者的「自由心證」，當然參展作品的毀譽問題，也完全由參展藝術家自行負責。Mouve美術團體第一次的展覽共有69件，參展作品形式有油畫、玻璃畫、版畫、雕刻、海報設計等各類。
在上述邀請函的文字中，我們可以知道Mouve美術團體是相當尊重藝術家會員創作自由的團體，與一般明定條文、著重制度的美術團體不同，Mouve美術團體深信他們的凝聚力是會員們各自對造型藝術的強大熱愛，讓他們緊密的靠攏再一起，對於造型藝術的強大熱愛也是讓他們尊重他人不同形式創作的原動力。

## 命名由來
「Mouve」美術團體命名，根據Mouve美術團體創辦人之一的張萬傳口述歷史。Mouve一詞是來自當時張萬傳的東京室友藍韻登構想，但美術團體成立之後藍韻登並沒有加入畫會，而是當新聞記者。
「Mouve」來自法文，等同於英文的「Move」，以日文片假名拼寫則是「ムーヴ」，以英文的稱呼此團體是「Move Artist’s Society」簡稱「M. A. S.」
Mouve一詞象徵前衛與年輕，在1930年代的東京畫壇，以簡潔的英文字母作爲畫派代號是很流行的。

## 轉折
1941年，台灣正是日治時代，當時美日關係惡化，再加上台灣處於皇民化時期，因此日本政府當時在台灣推行去西化的行動，Mouve美術團體被迫改名為「造型美術協會」。
1941年3月1日造型美術協會在台北教育會館開辦第一次展覽會，展出雕刻25件、工藝品25件、油畫30多件，以及響應日本殖民政府規行戰爭畫的政策，展出勇士肖像畫50幅。此外，新會員顏水龍、藍運登、范倬造、謝國鏞等人也在此時期加入，造型美術協會並增加美工設計，成為綜合藝術團體。